# Adán
Adán ist als spanische Form von Adam ein spanischer männlicher Vorname und Familienname.

## Namensträger

### Vorname
- Adán Cárdenas (1836–1916), nicaraguanischer Politiker
- Adán Godoy (* 1936), chilenischer Fußballspieler
- Adán Martín Menis (1943–2010), spanischer Politiker
- Adán Vergara (* 1981), chilenischer Fußballspieler

### Familienname
- Antonio Adán (* 1987), spanischer Fußballtorwart
- José Carlos Adán (* 1967), spanischer Langstreckenläufer
- Martín Adán (1908–1985), peruanischer Schriftsteller, Dichter und Literaturwissenschaftler